# 5番街/53丁目駅
5番街/53丁目駅（5ばんがい/53ちょうめえき、英: Fifth Avenue/53rd Street）はニューヨーク市地下鉄INDクイーンズ・ブールバード線の駅である。マンハッタン区ミッドタウンの53丁目と5番街の交差点に位置し、E系統が終日、M系統が平日23時まで停車する。

## 歴史
駅は1933年8月19日のINDクイーンズ・ブールバード線50丁目駅 - ジャクソン・ハイツ-ルーズベルト・アベニュー駅の開業と共に開業した。当初はIND8番街線からのE系統のみが停車していた。その後1940年12月15日にIND6番街線が西4丁目-ワシントン・スクエア駅 - 47丁目-50丁目-ロックフェラー・センター駅間で延伸開業。同日に6番街線F系統が当駅への乗り入れを開始した。
1959年には、上層ホームから改札階への2フィート（60センチ）幅のエスカレーターを4フィート（121センチ）幅のエスカレーターに置き換えるプロジェクトが開始された。このプロジェクトで作られた94フィート（28メートル）の長さのエスカレーターは毎分90フィート（27メートル）または120フィート（36メートル）の速度で運行が可能である。このエスカレーターはマディソン・アベニュー側に2機、5番街側に2機の計4機が設置され2フィート幅のエスカレーターを置き換えた。
1981年にMTAは、地下鉄内で最も老朽化した69駅の中に当駅を挙げた。

## 駅構造
| G  | 地上階                     | 出入口 |
| B1 | 改札階                     | 改札口、駅員詰所、メトロカード自動券売機 |
| B2 | 南行線                     | ← ワールド・トレード・センター駅行き（7番街駅） ← 平日：ミドル・ヴィレッジ-メトロポリタン・アベニュー駅行き（47丁目-50丁目-ロックフェラー・センター駅）              |
| B2 | 単式ホーム、左側ドアが開く | |
| B3 | 北行線                     | → ジャマイカ・センター-パーソンズ/アーチャー駅行き（レキシントン・アベニュー-53丁目駅）→ 平日：フォレスト・ヒルズ-71番街駅行き（レキシントン・アベニュー-53丁目駅）→ |
| B3 | 単式ホーム、右側ドアが開く | |

駅は1層に単式ホーム1面・線路1線ずつを有した2層式2面2線の地下駅で、上層階を南行線、下層階を北行線が通過している。上層階は地表から59フィート（18メートル）下に位置し、下層階は80フィート（24メートル）下に位置している。ホーム両端には階段があり、南北ホーム間を接続している。
駅の西側にはIND6番街線との分岐点があり、上層ホーム西端にある信号扱所により制御されている。E系統は分岐点を直進し7番街駅へ入り、M系統は分岐点からIND6番街線へ乗り入れ47丁目-50丁目-ロックフェラー・センター駅へ入る。
1996年、Ralph Fasanellaが1950年に製作した絵画『Subway Riders』が設置された。これは公共交通機関施設内に飾られるアートの中では世界的に珍しい油絵で、終日開いている改札口に飾られている。

### 出入口
駅には改札口が2箇所あり、終日開いている改札口は駅の西端にある。上層ホームからはエスカレーター2機と階段1つが接続しており、改札口には回転式改札機ときっぷ売り場がある。ここからは53丁目と5番街の交差点北東・南東・南西にそれぞれ階段が1つずつ接続している。
一部時間帯のみ開いている改札口は反対の駅東端にあり、上層ホームからエスカレーター2機と階段2つが接続している。改札口には回転式改札機ときっぷ売り場、旅客案内窓口がある。ここからは53丁目とマディソン・アベニューの交差点北東・南東へ階段1つが接続している。
こちらの出入口は平日と土曜日の21時45分まで開いている。かつてはこの出入口の地上側は21時に閉店となる民間企業が管理しており21時に閉鎖されていたが、MTAの管轄のホーム側は22時まで閉鎖されなかった。このためしばしば21時から22時の間にこちらの改札口から出てしまう乗客がおり、これらの乗客は追加運賃を支払うか改札機を飛び越して駅構内へと戻っていた。2013年にMTAに問題が報告され、MTAと民間企業が話し合いの末21時45分に閉鎖することに決まった。それに応じて案内看板も更新されている
。

## 駅周辺
- ニューヨーク オーストリア文化フォーラム[15]
- 5番街教会[15]
- 修道士会[15]
- ホテル エリゼ[15]
- リーバ・ハウス[15]
- ニューヨーク近代美術館[15]
- ベーリー・センター・フォー・メディア[15]
- ペニンシュラホテル[15]
- ラケット・アンド・テニスクラブ[15]
- ソニー・ビルディング[15]
- セント・パトリック大聖堂[15]
- セントレジスホテル[15]
- トランプ・タワー[15]

## 画像

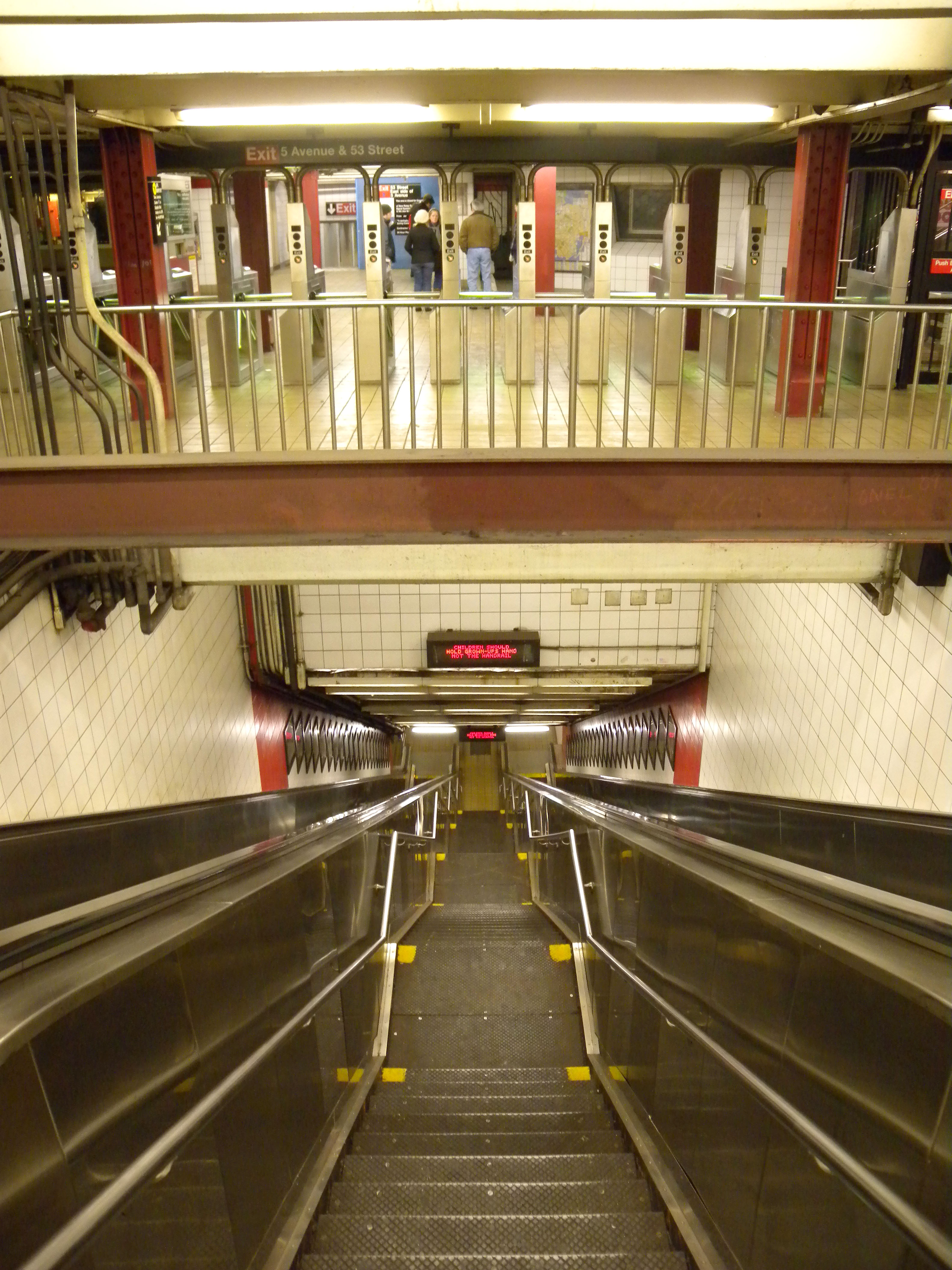
改札階から上層ホームへのエスカレーター
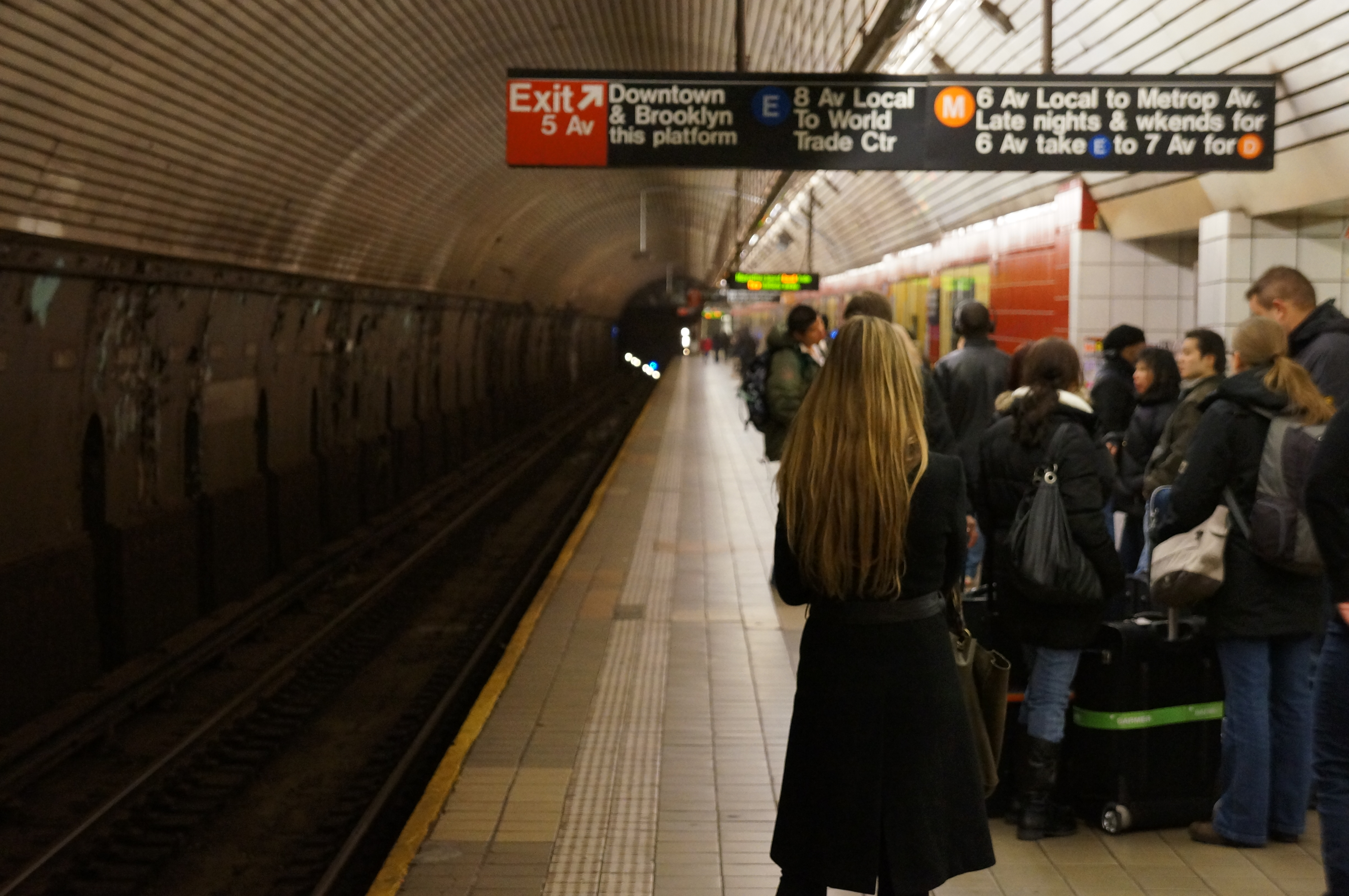
上層ホームにホリデー・ノスタルジア・トレインが到着する